# ذئبة حمامية
الذئبة الحمامية (باللاتينية: Lupus erythematosus) هو اسم يطلق على مجموعة من أمراض المناعة الذاتية، والتي يصبح فيها الجهاز المناعي للإنسان مفرط النشاط ويهاجم الأنسجة الطبيعية الصحية، وأعراض هذا المرض يمكن أن تؤثر على مختلف أجهزة الجسم ومن ضمنها
المفاصل، الجلد، الكلى، خلايا الدم، القلب والرئتين.
و هو مرض النسيج الضام  الذئبة (باللاتينية: Lupus) هي مرض التهابي مزمن يحدث عندما يهاجم الجهاز المناعي للجسم الأنسجة والأجهزة الخاصة به. الالتهابات الناجمة عن مرض الذئبة يمكن أن تؤثر على العديد من أجهزة الجسم المختلفة، بما في ذلك المفاصل، الجلد، الكلى، خلايا الدم القلب والرئتين. الذئبة تحدث بشكل أكثر في النساء من الرجال،  على الرغم من أن أسباب ذلك غير معروفة. أربعة أنواع من الذئبة موجوده—الذئبة الحمامية الجهازية، الذئبة الحمامية القرصيه، الذئبة الحمامية المحفزة بالعقاقير، والذئبة الوليدية.من هؤلاء، الذئبة الحمامية الجهازية هي الشكل الأكثر شيوعا وخطورة من الذئبة. مع العلاج، يمكن لمعظم الناس مع الذئبة أن يعيشوا حياة نشطة.

## التشخيص
لتشخيص شخص بمرض الذئبة، يجب أن تكون أربع علامات من أصل 11 موجودة.

### قد يشمل الاختبار
- الأجسام المضادة للنواة
- عد دموي شامل مع التفاضلية.
- الأشعة السينية الصدر.
- الكرياتينين في الدم.
- تحليل البول

## التصنيف
الذئبة الحمامية يمكن أن تتجلى كمرض مجموعي أو يظهر بهيئة جلدية بحتة، وهي التي تعرف باسم (الذئبة الحمامية الناقصة). مرض الذئبة الحمامية له أربعة أنواع اساسية:
- مجموعي
- قرصي
- محدث بالأدوية
- وليدي

من بين كل هذه الأنواع، فإن الذئبة الحمامية المجموعية هي الأكثر شيوعاً وخطورةً. أما التصنيف الأدق للذئبة فيتضمن الأنواع الآتية:
1. الذئبة الحمامية الجلدية تحت الحادة
2. الذئبة الحمامية الجلدية المزمنة
3. الذائبة الحمامية الجلدية الحادة:
  1. الذئبة الحمامية القرصية:
    1. الذئبة الحمامية القرصية الطفولية
    2. الذئبة الحمامية القرصية المعممة
    3. الذئبة الحمامية القرصية الموضعية

  2. الذئبة الحمامية التثليجية (هتشنسون)
  3. متلازمة تراكب الحزاز المسطح للذئبة الحمامية
  4. الذئبة الحمامية التهاب السبلة الشحمية (الذئبة الحمامية العميقة )
  5. متورم الذئبة الحمامية
  6. ثؤلولية الذئبة الحمامية (الذئبة الحمامية الضخامية)
4. متلازمات العوز المتمم
5. الذئبة الحمامية المحدثة بالأدوية
6. الذئبة الحمامية الوليدية
7. الذئبة الحمامية المجموعية

## الأعراض والعلامات
تختلف الأعراض من شخص إلى آخر ويمكن أن تظهر وتختفي، تقريباً كل مصاب بهذا المرض يعاني من ألم وتورّم في المفاصل، والذي قد يتطور إلى التهاب مفاصل عند البعض. المفاصل المتأثرة غالباً هي مفاصل الأصابع، اليدين، الرسغين والركبتين. من الأعراض الشائعة:
- ألم في الصدر عند أخذ نفس عميق
- ألم المفاصل
- تعب
- حمّى، دون وجود أيّ مسببّ آخر
- عدم ارتياح عام، اضطراب، شعور بالمرض (توعك)
- تساقط الشعر
- تقرحات الفم
- حساسية لأشعة الشمس
- طفح جلدي «فراشي الشكل» يحصل مع نصف المصابين بالذئبة الحمامية
- تورم الغدد اللمفاوية [7]

### التحسس الضوئي
التحسس الضوئي هو عرض معروف للذئبة، لكن علاقته وتأثيره على جوانب أخرى من المرض تبقى محددة.
أعراضه قد تتضمن:
- تغير في موقع المضاد الذاتي.
- سميّة الخلايا
- الحث على استماتة الخلايا مع المناعة الذاتية من خلال فقاعات الإماتة.
- زيادة تركيز جزيئات الالتصاق والسيتوكينات.
- حث إنزيم تكوين أوكسيد النتريك.
- الحمض النووي للجينات المتولد فوق بنفسجياً
- عامل نخر الورم ألفا يلعب هو الآخر دوراً مهماً في تطور التحسس الضوئي.

## علم الوراثة
ويعتقد عادة أن الذئبة تتأثر بجينات متعددة. فعادة ما تتأثر الذئبة بأشكال الجينات، 30 منهذه الجينات مرتبطة الآن بالاضطراب. بعض هذه الأشكال قد تم ربطها بشكل مبدئي، لأن الدور الذي تلعبه أو الدرجة التي تؤثر بها على المرض غير معروفة. أما الجينات الأخرى التي يُعتقد أنها مرتبطة بالذئبة هي تلك الموجودة في عائلة مستضدات الكريات البيضاء البشرية، والتي ترتبط إلى حد كبير بالأداء الصحي للجهاز المناعي. فكانت هناك عدة حالات يظهر فيها وجود تأثير جين واحد، لكن هذا يعتبر حالة نادرة. عندما يتسبب نقص جين واحد بمرض الذئبة، فإنه عادة ما يعزى إلى الجينات (سي 1, سي2, سي4).
و تأثير الكروموسومات الجنسية والعوامل البيئية جدير بالملاحظة، فعادة، تساهم هذه العوامل في مرض الذئبة عن طريق المساس بجهاز المناعة. وتشير العديد من الدراسات أيضًا إلى احتمال وجود صلة بين الذئبة والطفرات في جينات إصلاح الحمض النووي.

## فروقات السن
مرض الذئبة يمكن أن يصيب أي فئة عمرية بنتائج مختلفة. عادة مظاهر المرض تكون أكثر حدة عند المصابين ذوي الأعمار الأصغر، أيضا النساء أكثر عرضة للإصابة من الرجال. المرضى في بداية ظهور المرض تحديداً, هم عرضة للمخاطي الجلدي (داء الثعلب، طفح جلدي، تقرحات الأغشية المخاطية), فمظاهر المرض تكون أكثر من أي فئة عمرية أخرى ومع ذلك، المرضى بالذئبة المتأخرة يكون معدل الوفيات لديهم أعلى بكثير، ما يقارب الـ 50% منهم فارقوا الحياة نتيجة الضيق. على الأرجح أن السبب في ذلك هو عمر هؤلاء المرضى، بما أن مظاهر المرض لديهم أقل حدة بكثير من تلك لدى المرضى الأصغر عمراً. والنساء في سن الإنجاب هنّ أيضاً في خطر.

## الاختلافات في العرق
تم العثور على معلومات مهمة تفيد بأن مجموعات عرقية محددة يمكن أن تكون أكثر عرضة للإصابة بالذئبة وعليه تكون توقعات سير المرض لديهم أسوأ أو أفضل.فالآسيويون، الأفارقة والأمريكيون الأصليون هم الأكثر عرضةً للإصابة بالمرض من القوقازيين. القوقازيون يبدو أن مظهر المرض لديهم يكون أخف. ومعدلات نجاتهم بعد خمس سنوات كانت حوالي (94_96) % في حين أن المرضى الأفارقة وبعض الأعراق الآسيوية كان لديهم معدلات نجاةٍ بحدود (79_92)% , العرق الموثق الوحيد الذي امتلك معدلات نجاة أعلى من القوقازيين هم الكوريون، حيث كانت معدلات النجاة لديهم قريبة من 98%. ومن بين القوقازيين أسباب الوفاة الأكثر شيوعاً كانت مضاعفات متعلقة بنظام القلب والأوعية الدموية, الجهاز التنفسي، مشاكل متعلقة بالأورام الخبيثة.

## العلاج
العلاج يتكون في المقام الأول من أدوية كابتة للمناعة (مثال:هيدروكسي كلوروكوين، كورتيكوستيرويد(هورمون منشط). في 2011 قامت إدارة الغذاء والدواء الأميريكية بالموافقة على أول دواء جديد للذئبة منذ أكثر من 50 سنة ليستخدم في الولايات المتحدة (بليموماب).
نظرًا للتأثيرات النفسية والاجتماعية التي قد تحدث لمرض الذئبة على الفرد فبالإضافة إلى العلاج الطبي، أثبت العلاج السلوكي المعرفي أنه فعال في الحد من التوتر والقلق والاكتئاب لدى مرضى الذئبة.

## علم الأوبئة

### حول العالم
حول العالم مايقدر بخمسة ملايين شخص حول العالم مصابون بأحد أشكال هذا المرض.
- 70% من حالات الذئبة التي تم تشخيصها هي من الذئبة الحمامية الجهازية.[13]
- 20% من المصابين بالذئبة لديهم والد أو والدة أو أخ مصاب فعلاً بالمرض أو له قابلية للإصابة به.[13] ا
- 5% من الأطفال المولودين لشخص مصاب بالمرض سيصابون به.[13]

### المملكة المتحدة
- الذئبة الحمامية الجهازية تؤثر على الإناث في المملكة المتحدة أكثر من الذكور بنسبة 7:1. بكلمات أخرى الإناث هن سبع مرات أكثر عرضة للإصابة بمرض الذئبة,[14]
- الرقم التقديري للإناث المصابات بالذئبة الجهازية في المملكة المتحدة هو 21.900 في حين أن الرقم التقديري للذكور هو 3000 كمجموع 24.700 أو 0.041 % من السكان .[14]
- الذئبة الحمامية الجهازية هي أكثر شيوعاً لدى مجموعات عرقية محددة دون غيرها. خاصة ذوي الأصول الإفريقية.[14]

### الولايات المتحدة
- يحدث من أعمار الطفولة حتى سنٍّ متأخرة. وقمة ظهوره تكون في سن 15_40.
- يصيب الإناث في الولايات المتحدة 6-10 مرات أكثر من الذكور.[12]
- بيانات الانتشار محدودة، حيث أن التقديرات تختلف بمدى من 7.6-1.8 حالة لكل 100,000 شخص في السنة في مناطق من الولايات المتحدة الأميركية القارية.[12]